# Manitou Lake n.º 442
Manitou Lake n.º 442 es un municipio rural canadiense situado en la provincia de Saskatchewan.

## Superficie
Manitou Lake n.º 442 tiene una superficie de 839,29 km².

## Demografía
En 2021, tenía 505 habitantes, una densidad poblacional de 0,6 hab./km², y 250 viviendas.